# Пак Се Ён (поэт)
Пак Се Ён (кор. 박세영?, 朴世永?, 1902—1989) — корейский поэт, автор слов государственного гимна КНДР.

## Биография
Пак Се Ён родился в провинции Кёнгидо в семье учителя.
Окончил школу в Сеуле (1922). Поступил в шанхайский колледж английской литературы, но из-за тяжелого материального положения в 1924 вернулся в Корею.
На мировоззрение Пак Се Ёна повлияло национально-освободительное Первомартовское восстание 1919 года.
Во время японской аннексии Кореи он принял участие в литературном движении: сблизился с организаторами пролетарской литературной группы «Искра» («Ёмганса») Сон Ёном, Ли Джок Хё и другими, опубликовал в их сборнике первое произведение «Набережная Хванпхо» («Хванпхо канбан», 1924).
В 1925 принял участие в создании Корейской ассоциации пролетарских писателей. С 1926 по 1934 был ответственным редактором детского журнала «Пёль-нара» («Звездная страна»). Выступал как популярный детский поэт. Кроме того, работал преподавателем в своём родном городе Сеул.
Большую известность Пак Се Ёну принесли публицистические стихи «Молотьба» («Тхаджак», 1928), «Ночной налёт» («Ясып», 1930) и первый сборник стихов «Горная ласточка» («Сан чеби», 1937).
С конца 30-х до середины 40-х гг. из-за репрессий японских властей почти ничего не печатал.
В стихах «Дорога в комитет» («Вивонхве-ро канын киль», 1945), «Развевайся, красный флаг» («Хвиналлёра, пульгын ки», 1945) и других говорится об освободительной миссии Красной Армии в Корее.
После освобождения Кореи от японских захватчиков провинция Кёнгидо оказалась в американской зоне оккупации, и в 1946 году Пак перешёл на Север, в зону, контролируемую советскими войсками, где, наряду с литературной, занялся активной общественно-политической деятельностью, работал в издательстве.
В 1947 году написал стихи на мелодию написанной за два года до этого «Патриотической песни» композитора Ким Вон Гюна. Вскоре, после провозглашения КНДР, композиция, получившая название «Эгукка», стала государственным гимном страны.
На парламентских выборах 1948 года Пак Се Ён был избран депутатом Верховного народного собрания КНДР.
В 1954 году Пак Се Ён был избран членом Центрального Комитета Союза деятелей культуры и искусства КНДР, а в октябре 1956 года вошёл в постоянный комитет Союза писателей КНДР. Кроме того, в 1961 году Пак стал членом Центрального Комитета вновь созданного Комитета по мирному объединению родины.
Среди наиболее известных его произведений — стихи «Восход солнца в Почхонбо» (1962), «История Миллим» (1962) и «Когда зажигают огонь в сердце» (1963).